# مسابقات دوچرخه‌سواری قهرمانی آسیا

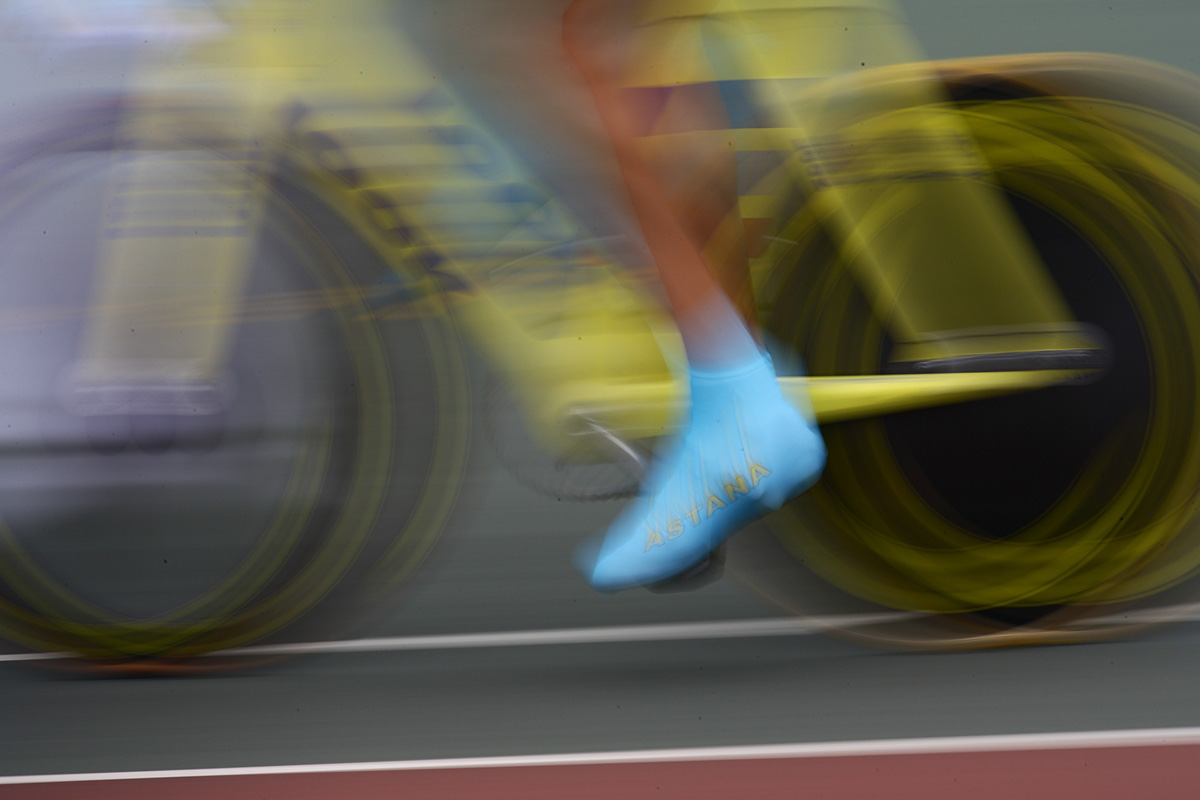
30 می 2009

مسابقات قهرمانی دوچرخه‌سواری آسیا (انگلیسی: Asian Cycling Championships) مسابقات دوچرخه‌سواری جاده، دوچرخه‌سواری پیست، دوچرخه سواری کوهستان، دوچرخه سواری تریال، دوچرخه سواری هنری، دوچرخه سواری BMX و پاراسایکلینگ (معلولان) در قاره آسیا است که توسط کنفدراسیون دوچرخه‌سواری آسیا سازمان دهی و برگزار می‌شود. از اولین دوره در سال ۱۹۶۳ میلادی تا پایان سال ۲۰۱۶ میلادی رقابت‌های پیست و جاده هم‌زمان با یکدیگر برگزار می‌شد ولی از ابتدای سال ۲۰۱۷ میلادی مسابقات دوچرخه‌سواری جاده و دوچرخه‌سواری پیست قهرمانی آسیا به صورت جدا از هم و در کشورهای متفاوت برگزار می‌شود.

## 2023

### جاده
چهل‌ودومین دوره مسابقات دوچرخه‌سواری قهرمانی جاده بزرگسالان آسیا، بیست و نهمین دوره مسابقات دوچرخه‌سواری قهرمانی جوانان آسیا و یازدهمین دوره مسابقات پارادوچرخه‌سواری قهرمانی آسیا از ۱۷ تا ۲۳ خرداد ۲۰۲۳ در تایلند برگزار شد. کاروان ایران در این دوره از مسابقات به غیر از مدال برنز مهدی محمدی در بخش پاراسایکلینگ در بخش تایم‌تریل، هیچ عنوان دیگری به دست نیاورد.

### مدال ها
| 1     | قزاقستان          | 7  | 2  | 1  | 10 |
| 2     | ویتنام            | 3  | 0  | 1  | 4  |
| 3     | ازبکستان          | 2  | 3  | 3  | 8  |
| 4     | تایلند            | 1  | 1  | 2  | 4  |
| 5     | چین               | 0  | 3  | 1  | 4  |
| 6     | اندونزی           | 0  | 1  | 1  | 2  |
| 6     | تایوان            | 0  | 1  | 1  | 2  |
| 8     | کره جنوبی         | 0  | 1  | 0  | 1  |
| 8     | مالزی             | 0  | 1  | 0  | 1  |
| 10    | مغولستان          | 0  | 0  | 1  | 1  |
| 10    | امارات متحده عربی | 0  | 0  | 1  | 1  |
| 10    | ژاپن              | 0  | 0  | 1  | 1  |
| Total | Total             | 13 | 13 | 13 | 39 |

### پیست
در آخرین روز از مسابقات دوچرخه سواری پیست قهرمانی آسیا در کشور مالزی نمایندگان کشورمان در ۵ ماده به رقابت پرداختند که محمدامین رحیم آبادی در ماده یک کیلومتر تایم تریل به مقام ششم آسیا رسید.
در ماده اومنیوم که یکی مسابقات با ارزش در المپیک و بازی‌های آسیایی است، محمد گنج خانلو که پیش از این مدال طلای اسکرچ را دریافت کرده بود با کسب ۹۹ امتیاز در رده هفتم آسیا قرار گرفت.
پوریا یعقوبی که در اسکرچ مدال نقره کسب کرده بود امروز در ماده دور حذفی به مقام دوازدهم رضایت داد.
اما در بخش بانوان فاطمه هداوند رکابزن کشورمان در ماده ۵۰۰ متر تایم تریل بانوان به مقام یازدهم رسید و فاطمه دادگر نیز در ماده دور حذفی به مقام هفتم دست یافت.
با این نتایج پرونده مسابقات این دوره قهرمانی پیست آسیا در مالزی با کسب ۶ مدال برای نمایندگان کشورمان بسته شد.
مجموع مدال‌های کشورمان به شرح زیر می‌باشد:
بهروز فرزاد: مدال طلا در ماده اسکرچ پاراسایکلینگ
محمد گنج خانلو: مدال طلا در ماده اسکرچ رده سنی بزرگسالان
پوریا یعقوبی: کسب مدال نقره اسکرچ رده سنی جوانان
رضا رشنو و دلیر حیدرآبادی: مدال نقره ۲۰۰ متر پاراسایکلینگ، مدال برنز در ماده چهار هزار متر تعقیبی مدال برنز ماده دو نفره تاندم

### Senior
| رتبه            | کشور            | طلا | نقره | برنز | مجموع |
| --------------- | --------------- | --- | ---- | ---- | ----- |
| ۱               | ژاپن            | ۱۴  | ۷    | ۶    | ۲۷    |
| ۲               | چین             | ۴   | ۴    | ۱    | ۹     |
| ۳               | مالزی           | ۳   | ۱    | ۲    | ۶     |
| ۴               | ایران           | ۱   | ۰    | ۰    | ۱     |
| ۵               | هنگ کنگ         | ۰   | ۳    | ۳    | ۶     |
| ۶               | کرهٔ جنوبی       | ۰   | ۲    | ۴    | ۶     |
| ۷               | قزاقستان        | ۰   | ۲    | ۲    | ۴     |
| ۸               | تایوان          | ۰   | ۱    | ۲    | ۳     |
| ۹               | ازبکستان        | ۰   | ۱    | ۱    | ۲     |
| ۱۰              | هند             | ۰   | ۱    | ۰    | ۱     |
| ۱۱              | اندونزی         | ۰   | ۰    | ۱    | ۱     |
| مجموع (۱۱ کشور) | مجموع (۱۱ کشور) | ۲۲  | ۲۲   | ۲۲   | ۶۶    |

### Junior
| رتبه            | کشور            | طلا | نقره | برنز | مجموع |
| --------------- | --------------- | --- | ---- | ---- | ----- |
| ۱               | چین             | ۷   | ۱    | ۲    | ۱۰    |
| ۲               | ژاپن            | ۷   | ۰    | ۲    | ۹     |
| ۳               | کرهٔ جنوبی       | ۴   | ۷    | ۶    | ۱۷    |
| ۴               | تایوان          | ۲   | ۱    | ۴    | ۷     |
| ۵               | اندونزی         | ۲   | ۱    | ۰    | ۳     |
| ۶               | قزاقستان        | ۰   | ۷    | ۳    | ۱۰    |
| ۷               | مالزی           | ۰   | ۳    | ۲    | ۵     |
| ۸               | ایران           | ۰   | ۱    | ۰    | ۱     |
| ۸               | هند             | ۰   | ۱    | ۰    | ۱     |
| ۱۰              | ازبکستان        | ۰   | ۰    | ۲    | ۲     |
| ۱۱              | تایلند          | ۰   | ۰    | ۱    | ۱     |
| مجموع (۱۱ کشور) | مجموع (۱۱ کشور) | ۲۲  | ۲۲   | ۲۲   | ۶۶    |

### Total
| رتبه            | کشور            | طلا | نقره | برنز | مجموع |
| --------------- | --------------- | --- | ---- | ---- | ----- |
| ۱               | ژاپن            | ۲۱  | ۷    | ۸    | ۳۶    |
| ۲               | چین             | ۱۱  | ۵    | ۳    | ۱۹    |
| ۳               | کرهٔ جنوبی       | ۴   | ۹    | ۱۰   | ۲۳    |
| ۴               | مالزی           | ۳   | ۴    | ۴    | ۱۱    |
| ۵               | تایوان          | ۲   | ۲    | ۶    | ۱۰    |
| ۶               | اندونزی         | ۲   | ۱    | ۱    | ۴     |
| ۷               | ایران           | ۱   | ۱    | ۰    | ۲     |
| ۸               | قزاقستان        | ۰   | ۹    | ۵    | ۱۴    |
| ۹               | هنگ کنگ         | ۰   | ۳    | ۳    | ۶     |
| ۱۰              | هند             | ۰   | ۲    | ۰    | ۲     |
| ۱۱              | ازبکستان        | ۰   | ۱    | ۳    | ۴     |
| ۱۲              | تایلند          | ۰   | ۰    | ۱    | ۱     |
| مجموع (۱۲ کشور) | مجموع (۱۲ کشور) | ۴۴  | ۴۴   | ۴۴   | ۱۳۲   |

## رشته‌ها
مسابقات جوانان در پیست و جاده از سال ۱۹۸۹ و در رشته کوهستان از سال ۲۰۰۹ به مسابقات اضافه شد. مسابقات رده سنی امید زیر ۲۳ سال فقط در بخش جاده مردان از سال ۲۰۱۳ به مسابقات اضافه شد و از سال ۲۰۱۷ با جدایی رقابت‌های پیست و جاده، مسابقات جاده زنان هم در بخش زیر ۲۳ سال به رقابت‌ها افزوده شد.
| ردیف | رشته           | شروع | آخرین دوره                 |
| ---- | -------------- | ---- | -------------------------- |
| ۱    | پیست           | ۱۹۶۳ | ۲۰۱۸ (سی و هشتمین دوره)    |
| ۲    | جاده           | ۱۹۶۳ | ۲۰۱۸ (سی و هشتمین دوره)    |
| ۳    | کوهستان        | ۱۹۹۵ | ۲۰۱۸ (بیست و چهارمین دوره) |
| ۴    | بی ام ایکس     | ۲۰۰۶ | ۲۰۱۸ (سیزدهمین دوره)       |
| ۵    | داخل سالن      | ۲۰۰۳ | ۲۰۱۸ (شانزدهمین دوره)      |
| ۶    | تریال          | ۲۰۱۸ | ۲۰۱۸ (اولین دوره)          |
| ۷    | معلولان        | ۲۰۱۲ | ۲۰۱۸ (هفتمین دوره)         |
| ۸    | جاده دانشجویان | ۲۰۱۵ | ۲۰۱۶ (دومیین دوره)         |

https://fr.wikipedia.org/wiki/Championnats_d%27Asie_de_VTT
http://www.fisu.net/news/ethiopia-s-makelle-university-is-ready-to-host-africa-in-the-9th-fasu-games/inaugural-asian-university-cycling-championship%5Bپیوند+مرده%5D
http://www.fisu.net/news/ethiopia-s-makelle-university-is-ready-to-host-africa-in-the-9th-fasu-games/2nd-asian-university-road-cycling-championship%5Bپیوند+مرده%5D
http://www.ocasia.org/Sports/SportFedDetails?q=CIN6nZ2t0J6Q05j6oALRqhH06Zld35FttzQted75VXs=
http://accasia.org/results
http://www.uci.ch/trials/results/
https://web.archive.org/web/20180812214843/http://sportingindia.com/atcc-medal-standing
http://cyclingfederationofindia.org/web/track-asia-cup/ بایگانی‌شده  در ۲۹ ژوئیه ۲۰۱۸ توسط Wayback Machine